# Albert Ghiorso
Albert Ghiorso (15 de julio de 1915-26 de diciembre de 2010) fue un científico nuclear estadounidense que ayudó a descubrir elementos químicos en la tabla periódica.

## Biografía

### Primeros años
Nació en Vallejo (California) y creció en el Condado de Alameda (California). Como adolescente, construyó circuitos de radio y ganó una reputación por el establecimiento de contactos de radio a distancias que superaron a los militares. Albert Einstein fue su ídolo científico.
Recibió su BS en ingeniería eléctrica de la Universidad de California, Berkeley en 1937. Después de graduarse, trabajó para una empresa que produce dispositivos de comunicación de emergencia, e inventó el primer contador Geiger comercial, que lo llevó a su participación en el Proyecto Manhattan.
Él fue presentado a Glenn T. Seaborg a través de una amistad mutua entre sus esposas, que también trabajaban como secretarias, en el Lawrence Berkeley National Laboratory. (Del mismo modo, Helen Griggs Seaborg fue la secretaria de Ernest Orlando Lawrence, cuando se reunió con Glenn Seaborg).

### Investigación
Seaborg y Ghiorso fueron la colaboración más fructífera en los primeros días del ciclotrón, cuando sus resultados eran difíciles de identificar y detectar. Su trabajo dio lugar a muchos elementos que se descubrieron en la UC Berkeley, y Ghiorso tiene el mérito de haber co-descubierto los siguientes elementos:
1. Americio en 1944 (elemento 95)
2. Curio en 1944 (elemento 96)
3. Berkelio en 1949 (elemento 97)
4. Californio en 1950 (elemento 98)
5. Einstenio en 1952 (elemento 99)
6. Fermio en 1953 (elemento 100)
7. Mendelevio en 1955 (elemento 101)
8. Nobelio en 1958-59 (elemento 102)
9. Lawrencio en 1961 (elemento 103)
10. Rutherfordio en 1969 (elemento 104)
11. Dubnio en 1970 (elemento 105)
12. Seaborgio en 1974 (elemento 106)

Antes de la controversia sobre el descubrimiento del elemento # 118 en el 2000, fue propuesto el nombre Ghiorsium por sus colegas.